# L̥̄
Cette page contient des caractères spéciaux ou non latins. S’ils s’affichent mal (▯, ?, etc.), consultez la page d’aide Unicode.
L̥̄ (minuscule : l̥̄), appelé L macron rond souscrit, est un graphème utilisé dans les romanisations ALA-LC du mongole, du sinhalais et du tibétain, ainsi que dans la transcription de langue reconstruite en linguistique comparative.
Il s'agit de la lettre L diacritée d'un macron et d’un rond souscrit.

## Représentations informatiques
Le L macron rond souscrit peut être représenté avec les caractères Unicode suivants :
- décomposé et normalisé NFD (latin de base, diacritiques) :

| formes    | représentations | chaînes de caractères | points de code       | descriptions                                                           |
| --------- | --------------- | --------------------- | -------------------- | ---------------------------------------------------------------------- |
| majuscule | L̥̄               | L◌̥◌̄                   | U+004C U+0325 U+0304 | lettre majuscule latine l diacritique rond souscrit diacritique macron |
| minuscule | l̥̄               | l◌̥◌̄                   | U+006C U+0325 U+0304 | lettre minuscule latine l diacritique rond souscrit diacritique macron |

## Sources
- (en) « Mongolian », dans ALA-LC Romanization Tables, 1997 (lire en ligne)
- (en) « Sinhalese », dans ALA-LC Romanization Tables, 2011 (lire en ligne)
- (en) « Tibetan », dans ALA-LC Romanization Tables, 2015 (lire en ligne)
- (en) « Elements of Indo-European Phonology », sur TITUS Didactica (consulté le 19 juillet 2017)
- (ru) Александр Пиперски, « Сводная таблица соответствий индоевропейских гласных и дифтонгов », dans Введение в индоевропеистику,‎ 2009 (lire en ligne)